# Albert Van huffel
Albert Van Huffel, né à Gand le 20 janvier 1877 et mort le 16 mars 1935, est un architecte belge de la période Art déco qui fut actif à Bruxelles.
Il est principalement connu pour avoir dessiné les plans et dirigé le début des travaux de construction de la Basilique du Sacré-Cœur de Bruxelles (plus connue sous le nom de basilique de Koekelberg), dans un style à la croisée de l'Art déco et de l'architecture monumentale.

## Biographie
Albert Van Huffel a grandi dans une famille catholique, pieuse et très modeste sinon pauvre dont le père était commissionnaire.
Il fit ses études dans les écoles communales et à l’Académie de Gand. Il complète cette formation  en travaillant comme dessinateur dans différents bureaux, notamment l'entreprise de construction gantoise Van Herrewege & de Wilde, où il obtint chaque fois la confiance de ses patrons.
Il était membre de l'association Kunst en Kennis.
Marié autour de l’année 1900, il est père de deux garçons et d’une fille.

## Carrière
Au début, l’œuvre de Van Huffel est plutôt éclectique, mais dans les années 1920, il connait une évolution importante. Simplicité et géométrie deviennent les caractéristiques les plus importantes de son travail. Van Huffel est à la recherche d’une esthétique personnelle soucieuse d’intégrer le mobilier, la décoration et l’architecture dans un ensemble fonctionnel, cohérent et beau.  
Le 17 novembre 1921, Albert Van Huffel présente son premier projet pour la basilique du Sacré-Cœur. L’architecte réalise une maquette au 1/40e avec laquelle il remporte le Grand Prix de l’Architecture à l’Exposition Internationale des Arts Décoratifs et Industriels Modernes à Paris. La maquette, réalisée avec le plus grand soin, trône encore actuellement dans la basilique.